# アール・ファイヴ
アール・ファイヴ（R5）はアメリカ合衆国の5人組ポップ・ロックバンド。カリフォルニアのロサンゼルスにて2009年に、ライカー・リンチ、ロッキー・リンチ、ロス・リンチ、ライデル・リンチの兄弟と彼らの親友であるエリントン・ラトリフの5人で結成された。2018年に事実上の解散をする。現在はロッキーとロスがThe driver eraとして活動を行なっている。
2010年3月にEP『レディー・セット・ロック』がセルフリリースされた。セカンドEPは2013年2月19日に『ラウド』がリリースされた。ファーストアルバム『ラウダー』は2013年9月24日にリリースされた。
サードEP,『ハート・メイド・アップ・オン・ユー』は2014年7月22日にリリースされた。2014年11月16日にはシングル『スマイル』がリリースされた。なお、この曲はセカンドアルバムに収録されている。2015年2月16日にはシングル『レッツ・ノット・ビー・アローン・トゥナイト』がリリースされた。これもセカンドアルバムに収録されている。2015年6月10日には『オール・ナイト』がリリースされた。セカンドアルバム『サムタイム・ラスト・ナイト』は2015年7月10日に世界同時発売された。
2018年、R5のSNSアカウントが　The driver era として始動。
これにより、R5は事実上解散となり、ロスとロッキー2人での活動に移行した。

## メンバー
- ライカー・リンチ - ベース、リード・ボーカル

リンチ家の長男。R5の他に、俳優、ダンサー、として活動している。FOXのドラマシリーズ、グリーのシーズン2から3まで出演していた。
- エリントン・ラトリフ - ドラム、パーカッション、バック・ボーカル

リンチ家兄弟の友達。R5作詞・作曲をするひとり。現在リンチ家の長女、ライデルと交際中。Rydellingtonというカップルネームで親しまれている。
- ライデル・リンチ - キーボード、パーカッション、バック・ボーカル

リンチ家の長女。バンド内でも、リンチ家兄弟でもどちらも女子ひとり。
現在エリトンと交際中。
- ロッキー・リンチ - リズム・ギター、バック・ボーカル

リンチ家の次男。主に作詞・作曲、アルバムのプロデューサーをしている。
- ロス・リンチ リード・ボーカル、リード・ギター

リンチ家の三男。ディズニー･チャンネルのドラマ、オースティン&アリーで人気を集める。

## ディスコグラフィー
| ラウダー                                  | - 発売日: 2013年9月24日 - フォーマット: CD, デジタル・ダウンロード - レーベル: ハリウッド・レコード        | 24 | —  | —  | 59 | 11 | 60 | 13 | —  | 149 |
| サムタイム・ラスト・ナイト                | - 発売日: 2015年6月10日 - フォーマット: CD, デジタル・ダウンロード - レーベル: ハリウッド・レコード        | 6  | 19 | 12 | 55 | 16 | 92 | 2  | 5  | 73  |
| Ｎｅｗ Ａｄｄｉｃｔｉｏｎｓ               | - リリース日: 2017年５月１２日 - フォーマット: CD, デジタル・ダウンロード - レーベル: ハリウッド・レコード | － | － | － | － | － | － | － | － | －  |
| "—"は未発売またはチャート圏外を意味する。 | |    |    |    |    |    |    |    |    |     |